# Concepción (Ocotepeque)
Concepción è un comune dell'Honduras facente parte del dipartimento di Ocotepeque.
Il comune venne istituito nel 1875.